# Ixodes andinus
Ixodes andinus är en fästingart som beskrevs av Glen M. Kohls 1956. Ixodes andinus ingår i släktet Ixodes och familjen hårda fästingar.
Artens utbredningsområde är Peru. Inga underarter finns listade i Catalogue of Life.